# Quyển bá
Quyển bá, hay còn gọi thanh tùng, chân vịt, quyển bá trường sinh, trường sinh thảo (danh pháp hai phần: Selaginella tamariscina) thuộc họ Quyển bá (Selaginellaceae). Cây mọc ở các vùng núi đá hoặc đất sỏi sạn khô cằn trên núi cao hoặc núi đá gần biển. Quyển bá chịu được điều kiện khô hạn, kho diễn biến thời tiết bất lợi chúng co cuộn cành lá vào trong để duy trì sự sống, khi thời tiết ẩm ướt thuật lợi cành lá lại vươn xòe ra ngoài phát triến. Trên thế giới Quyển bá phân bố tại khu vực Đông Siberi (lưu vực sông Amur – sông Ussuri), Nhật Bản (bao gồm cả quần đảo Lưu Cầu (Ryukyu), quần đảo Bonin (đảo Chichi-jima), Đài Loan, Triều Tiên, Mông Cổ, Trung Quốc (bao gồm cả Nội Mông Cổ và Mãn Châu), Ấn Độ, Myanmar, Philippines, bán đảo Mã Lai (Perak), bắc Thái Lan, Indonesia (Sulawesi, Java, Lombok), Việt Nam (miền bắc và miền trung).

## Mô tả
Cây thảo mọc thành búi, đôi khi thân cây và rễ giả kết lại thành gốc cao tới 15 cm, cành bên cũng có thể mọc thành búi. Lá có nhiều hình dạng khác nhau từ ngọn giáo, tam giác cho tới gợn sóng có râu.

## Đồng nghĩa và phân loài
- Lycopodioides tamariscina (P. Beauv.) H.S. Kung; Fl. Sichuanica 6: 62-64, t. 18, 4-6 (1988)
- Lycopodium circinale Thunb.; Fl. Jap., 341 (1784)
- Lycopodium tamariscinum (Beauv.) Desv. trong Poir.; Lamarck, Encycl. Suppl. 3: 540. [1813] 1814
- Selaginella christii Lév.; Fedde Repert. 9: 451 (1911)
- Selaginella convolvens Alderw.; Bull. Jard. Bot. Buit., II, 11: 23 (1913)
- Selaginella involvens (Sw.) Spring; Bull. Acad. Roy. Sci. Bruxelles 10(1): 136, số 6 (1843) [ngoại trừ từ đồng nghĩa]
- Selaginella involvens f. major Milde; Fil. Eur. 269 (1867)
- Selaginella involvens f. minor Milde; Fil. Eur., 269 (1867)
- Selaginella involvens var. veitchii (MacNab) Baker; Jour. Bot. 22: 375 (1884)
- Selaginella japonica T. Moore ex W.R. McNab; Trans. Bot. Soc. Edinburgh 9: 8 (1868) [danh pháp không hợp lệ, không Selaginella japonica Miq (1867).
- Selaginella japonica Veitch; Flor. & Pom., 137, fig (1877)
- Selaginella leveillei Kümmerle; Magyar Bot. Lap. 26: 100 (1928)
- Selaginella veitchii W.R. McNab; Trans. Bot. Soc. Edinburgh 9: 10 (1867)
- Stachygynandrum tamariscinum P. Beauv.; Mag. Encycl. 9(5): 483 (1804), cũng trong Prodr. Aetheogam. 106 (1805)

var. ulanchotensis Ching & W. Wang; Fl. Pl. Herb. Chin. Bor.-Orient. 1: 69 (1958). Phân bố: Mông Cổ, đông bắc Trung Quốc
var. pulvinata (Hook. & Grev.) Alston; Bull. Fan Mem. Inst. 5: 271 (1934). Phân bố: Ấn Độ (Kumaon, Assam), Myanmar, Trung Quốc (Hà Bắc, Vân Nam, Hồ Bắc, Tứ Xuyên, Tây Tạng). Đồng nghĩa bao gồm:
- Lycopodioides pulvinata (Hook. & Grev.) H.S. Kung; Fl. Sichuanica 6: 64, t. 18, 1-3 (1988)
- Lycopodium pulvinatum Hook. & Grev.; Hook. Bot. Misc. 2: 381 (1831)
- Selaginella involvens nghĩa Baker; Fern Allies, 87, số 204 (1887) [p p.
- Selaginella pulvinata (Hook. & Grev.) Maxim.; Mém. Acad. Imp. Sci. Petersb. 9: 335 (1859)
- Selaginella tamariscina (P. Beauv.) Spring var. pulvinata (Hook. & Grev.) Alston; Bull. Fan Mem. Inst. Biol. S: 271 (1934)

## Dược học
Theo tài liệu cổ Trung Quốc, Hàn Quốc, cây chân vịt có tác dụng tan huyết; dùng khô sao đen có tác dụng cầm máu. Do đó, người ta thường dùng để điều trị tiểu tiện ra máu, trĩ ngoại, đại tiện có máu tươi (hemorrhoids), giúp cho phụ nữ kinh nguyệt kéo dài quá lâu. Ngoài ra, còn được dùng để chữa bỏng.
Một số trường hợp đặc biệt, chân vịt có thể điều trị tốt bệnh viêm gan, vàng da, vàng mắt, tắc mật, hủy hoại tế bào gan, tiểu tiện vàng sánh hoặc bệnh Leptospirosis (da, mắt vàng và chảy máu do Leptospira spp. gây ra). Ngoài ra cây chân vịt cũng có tác dụng bổ máu (phải dùng chung với hạt sen, gà con múm đuôi tôm, củ tam thất). Có thể cả lá và rễ ở dạng khô dùng làm thuốc sắc khoảng 20-30 gam để uống trong ngày, hay tán bột rắc lên chỗ vết thương.
Một số đơn thuốc:
- Bỏng lửa: Chân vịt sao thơm, tán bột, trộn với lòng trắng trứng gà, đắp lên nơi bỏng, sau 2-3 giờ thay một lần.
- Váng đầu, hoa mắt, vàng da: Toàn cây chân vịt 30 g sắc với 400 ml nước, chia 2 lần uống trong ngày.
- Đau do thoái hóa đốt sống cổ - vai, đau nhức vùng thắt lưng, thoái hóa cột sống cùng lưng, nhức mỏi toàn thân, viêm khớp xương bả vai, đau dây thần kinh tọa, viêm xoang, đau đầu, tiết dịch mũi: Dùng chân vịt khô 30 g sao thơm, hãm nước sôi uống thay trà, thời gian dùng có thể kéo dài hàng tháng.
Lưu ý: Nên thận trọng khi dùng và phải căn cứ theo cơ địa của mỗi người nhằm tránh tác dụng phụ có thể xảy ra.

## Nghiên cứu
Một nghiên cứu mới đây ở Australia và Trung Quốc đã tiết lộ một phương pháp chữa bệnh mới bằng axit folic (vốn được coi là loại dinh dưỡng bổ sung cho thai phụ nhằm bảo vệ sự phát triển hệ thần của thai nhi) trong việc bảo vệ các cơ tim khỏi sự tấn công của đường huyết cao gây ra do bệnh tiểu đường. Chỉ với một thời gian ngắn sử dụng axit folic bổ sung hoặc ăn rau chân vịt đều đặn hằng ngày (khoảng 11 tuần) là đã có thể giảm đáng kể tỉ lệ "tử vong" của các tế bào trong khu vực tim do sự tấn công của đường huyết.

## Ẩm thực
Cây chân vịt được trồng lấy lá làm rau ăn. Tại Việt Nam, người ta thường dùng ăn lá sống kèm với những món cá kho, mắm kho, cá chiên,...